# Lista de singles número um na Hot Dance Club Songs em 1993
Este anexo contém as canções lançadas como singles que atingiram a primeira posição da parada musical estado-unidense Hot Dance Club Songs em 1993. A lista contém as faixas mais tocadas em danceterias por disc jockeys (DJ) do país que precisam atender a critérios da revista Billboard para a publicação de seus dados.
| Data            | Canção                             | Artista                                                       | Referência(s) |
| --------------- | ---------------------------------- | ------------------------------------------------------------- | ------------- |
| 2 de janeiro    | "It's Gonna Be a Lovely Day"       | The S.O.U.L. S.Y.S.T.E.M. com participação de Michelle Visage | [ 1 ]         |
| 9 de janeiro    | "It's Gonna Be a Lovely Day"       | The S.O.U.L. S.Y.S.T.E.M. com participação de Michelle Visage | [ 2 ]         |
| 16 de janeiro   | "I'm Gonna Get You"                | Bizarre Inc com participação de Angie Brown                   | [ 3 ]         |
| 23 de janeiro   | "I'm Gonna Get You"                | Bizarre Inc com participação de Angie Brown                   | [ 4 ]         |
| 30 de janeiro   | "Deeper and Deeper"                | Madonna                                                       | [ 5 ]         |
| 6 de fevereiro  | "Don't You Want Me"                | Felix com participação de Jomanda                             | [ 6 ]         |
| 13 de fevereiro | "Gonna Get Back to You"            | MAW and Co. com participação de Xaviera Gold                  | [ 7 ]         |
| 20 de fevereiro | "Always"                           | MK com participação de Alana Simon                            | [ 8 ]         |
| 27 de fevereiro | "Mr. Wendal"                       | Arrested Development                                          | [ 9 ]         |
| 6 de março      | "I'm Every Woman"                  | Whitney Houston                                               | [ 10 ]        |
| 13 de março     | "I'm Every Woman"                  | Whitney Houston                                               | [ 11 ]        |
| 20 de março     | "Love U More"                      | Sunscreem                                                     | [ 12 ]        |
| 27 de março     | "Love U More"                      | Sunscreem                                                     | [ 13 ]        |
| 3 de abril      | "Give It to You"                   | Martha Wash                                                   | [ 14 ]        |
| 10 de abril     | "Little Bird"                      | Annie Lennox                                                  | [ 15 ]        |
| 17 de abril     | "Born to B.R.E.E.D."               | Monie Love                                                    | [ 16 ]        |
| 24 de abril     | "Took My Love"                     | Bizarre Inc com participação de Angie Brown                   | [ 17 ]        |
| 1 de maio       | "Took My Love"                     | Bizarre Inc com participação de Angie Brown                   | [ 18 ]        |
| 8 de maio       | "Show Me Love"                     | Robin S.                                                      | [ 19 ]        |
| 15 de maio      | "Fever"                            | Madonna                                                       | [ 20 ]        |
| 22 de maio      | "Who Is It"                        | Michael Jackson                                               | [ 21 ]        |
| 29 de maio      | "I Can't Get No Sleep"             | Masters At Work com participação de La India                  | [ 22 ]        |
| 5 de junho      | "Pressure Us"                      | Sunscreem                                                     | [ 23 ]        |
| 12 de junho     | "Regret"                           | New Order                                                     | [ 24 ]        |
| 19 de junho     | "Phorever People"                  | The Shamen                                                    | [ 25 ]        |
| 26 de junho     | "That's the Way Love Goes"         | Janet Jackson                                                 | [ 26 ]        |
| 3 de julho      | "Plastic Dreams"                   | Jaydee                                                        | [ 27 ]        |
| 10 de julho     | "Gotta Know (Your Name)"           | Malaika                                                       | [ 28 ]        |
| 17 de julho     | "U R the Best Thing"               | D:Ream                                                        | [ 29 ]        |
| 24 de julho     | "Back to My Roots"                 | RuPaul                                                        | [ 30 ]        |
| 31 de julho     | "Bad Mood"                         | Lonnie Gordon                                                 | [ 31 ]        |
| 7 de agosto     | "Shine"                            | Midi Rain                                                     | [ 32 ]        |
| 14 de agosto    | "Can You Forgive Her?"             | Pet Shop Boys                                                 | [ 33 ]        |
| 21 de agosto    | "Gimme Luv (Eenie Meenie Miny Mo)" | David Morales & Bad Yard Club                                 | [ 34 ]        |
| 28 de agosto    | "Gimme Luv (Eenie Meenie Miny Mo)" | David Morales & Bad Yard Club                                 | [ 35 ]        |
| 4 de setembro   | "If"                               | Janet Jackson                                                 | [ 36 ]        |
| 11 de setembro  | "If"                               | Janet Jackson                                                 | [ 37 ]        |
| 18 de setembro  | "Love for Love"                    | Robin S                                                       | [ 38 ]        |
| 25 de setembro  | "World (The Price of Love)"        | New Order                                                     | [ 39 ]        |
| 2 de outubro    | "Slide on the Rhythm"              | Arizona com participação de Zeitia                            | [ 40 ]        |
| 9 de outubro    | "A Shade Shady (Now Prance)"       | RuPaul                                                        | [ 41 ]        |
| 16 de outubro   | "Dreamlover"                       | Mariah Carey                                                  | [ 42 ]        |
| 23 de outubro   | "Dreams"                           | Gabrielle                                                     | [ 43 ]        |
| 30 de outubro   | "Move"                             | Moby                                                          | [ 44 ]        |
| 6 de novembro   | "Give It Up"                       | The Goodmen                                                   | [ 45 ]        |
| 13 de novembro  | "Happenin' All Over Again"         | Lonnie Gordon                                                 | [ 46 ]        |
| 20 de novembro  | "House of Love"                    | Smooth Touch                                                  | [ 47 ]        |
| 27 de novembro  | "Sex Drive"                        | Grace Jones                                                   | [ 48 ]        |
| 4 de dezembro   | "The Program"                      | David Morales & Bad Yard Club                                 | [ 49 ]        |
| 11 de dezembro  | "Lemon"                            | U2                                                            | [ 50 ]        |
| 18 de dezembro  | "Go West"                          | Pet Shop Boys                                                 | [ 51 ]        |
| 25 de dezembro  | "Tradición"                        | Gloria Estefan                                                | [ 52 ]        |